# Saison 2013 des Nationals de Washington
La saison 2013 des Nationals de Washington est la 9e saison en Ligue majeure de baseball pour cette équipe.
Des blessures et un manque de production offensive, particulièrement en première moitié de saison, laissent les Nationals loin derrière les meneurs de division, les Braves d'Atlanta, en 2013. L'équipe se ressaisit mais est incapable de rattraper le retard. Elle termine au second rang de la section Est de la Ligue nationale à 10 matchs des Braves et 4 matchs d'une qualification en séries éliminatoires. Avec une fiche victoires-défaites de 86-76 et 12 gains de moins qu'en 2012, Washington ne peut défendre son titre de champion de division. C'est la dernière année de Davey Johnson à la barre du club puisqu'il prend sa retraite au terme de la saison. Matt Williams lui succède pour 2014.

## Contexte
Les Nationals remportent en 2012 leur premier championnat de division depuis le transfert de la franchise de Montréal vers Washington en 2005. Ils terminent premiers dans la division Est de la Ligue nationale avec 98 victoires et 64 défaites, soit 18 gains de plus que la saison précédente. Il s'agit de la meilleure performance du baseball majeur en 2012, de la meilleure performance de l'histoire de la franchise, de sa première saison gagnante depuis son arrivée à Washington et de la première fois qu'un club de cette ville participe aux séries éliminatoires depuis 1933. Mais leur parcours vers la Série mondiale se termine abruptement en Séries de division : à un seul retrait d'éliminer les Cardinals de Saint-Louis, ils voient ces derniers revenir de l'arrière et gagner la série en cinq parties.
La saison est marquée par le retour réussi du lanceur partant Stephen Strasburg et des débuts dans le baseball majeur de Bryce Harper, élu recrue de l'année dans la Ligue nationale.

## Calendrier pré-saison
L'entraînement de printemps des Nationals s'ouvre en février.

## Saison régulière
La saison régulière des Nationals se déroule du 1er avril au 29 septembre 2013 et prévoit 162 parties. Le premier match est disputé à Washington face aux Marlins de Miami.

### Avril
- 1er avril : Bryce Harper devient à 20 ans le plus jeune joueur à frapper deux coups de circuit dans le match d'ouverture de son équipe, dans une victoire des Nationals sur Miami à Washington[8].

### Août
- 5 août : Jayson Werth est nommé joueur du mois de juillet 2013 dans la Ligue nationale, une première chez les Nationals[9].

### Classement
| Ligue nationale (Division Est) | V  | D   | %    | Diff. | Diff. (séries) |
| ------------------------------ | -- | --- | ---- | ----- | -------------- |
| Braves d'Atlanta               | 96 | 66  | ,593 | -     | -              |
| Nationals de Washington        | 86 | 76  | ,531 | 10    | 4              |
| Mets de New York               | 74 | 88  | ,457 | 22    | 16             |
| Phillies de Philadelphie       | 73 | 89  | ,451 | 23    | 17             |
| Marlins de Miami               | 62 | 100 | ,383 | 34    | 28             |

## Affiliations en ligues mineures
| Niveau            | Équipe                | Ligue                   |
| ----------------- | --------------------- | ----------------------- |
| AAA               | Chiefs de Syracuse    | Ligue internationale    |
| AA                | Senators d'Harrisburg | Eastern League          |
| A-Advanced        | Nationals de Potomac  | Carolina League         |
| A                 | Suns d'Hagerstown     | South Atlantic League   |
| A (saison courte) | Auburn Doubledays     | New York - Penn League  |
| Ligue des recrues | GCL Nationals         | Gulf Coast League       |
| Ligue des recrues | DSL Nationals         | Dominican Summer League |